# World Geodetic System
Das World Geodetic System (abgekürzt WGS) ist ein globales Referenzsystem der Geodäsie und Navigation.
Unter WGS wird heute meist das sogenannte WGS 84 verstanden – das derzeit verbreitetste globale Referenzsystem. Es stellt den bisher weitestgehenden Schritt der Vereinheitlichung von Dutzenden nationalen Vermessungssystemen zu einem gemeinsamen Weltsystem dar.

## Geschichte

### Zentralbureau für Internationale Erdmessung (1880)
Die Bestrebungen zum Aufbau geodätischer Weltsysteme begannen zu Ende des 19. Jahrhunderts, insbesondere mit den Arbeiten des damals bekanntesten deutschen Geodäten Friedrich Robert Helmert und der Gründung des "Zentralbureaus für die Internationalen Erdmessung" um 1880 auf Anregung von Österreich-Ungarn. Die rasante Entwicklung der Wissenschaft und der Technik ließ unter anderem einen rechnerischen Zusammenschluss der nationalen Vermessungssysteme als nützlich erscheinen, die damals – und großteils bis heute – auf regional an das Geoid angepassten Referenzellipsoiden und ihren zugehörigen Fundamentalpunkten beruhten.

### Helmert-Ellipsoid (1906)
Wegen der Unregelmäßigkeiten des Schwerefeldes – siehe Lotabweichung und Schwereanomalien – erwies sich eine solche rechnerische Koordinierung als schwieriger als zunächst vermutet. Großräumige Vermessungen waren im Wesentlichen auf die Triangulation und deren Reichweite von 50 bis 100 km beschränkt, was über die Ozeane hinweg nur über Inselketten möglich war. Mit den theoretischen Arbeiten von Helmert, Heinrich Bruns und anderen setzte auch in der Praxis eine internationale Kooperation ein, die vor allem von Deutschland und Österreich vorangetrieben wurde. Ab etwa 1910 beteiligten sich daran auch die USA intensiver.

### Hayford-Ellipsoid (1924)
John Fillmore Hayford berechnete "absolute Lotabweichungen" einiger Kontinente auf Basis der Isostasie – der Theorie eines Gleichgewichts-Zustandes im Untergrund der Kontinente – und leitete daraus das sogenannte Hayford-Ellipsoid ab. Es wurde per Beschluss der Internationalen Union für Geodäsie und Geophysik (IUGG) 1924 als "internationales Ellipsoid" angenommen. Seine Äquatorachse a = 6.378.388 Meter weicht vom modernen Wert um nur 250 Meter (0,004 Prozent) ab, seine polare (kleine) Achse um 90 Meter (Abplattung 1:297). Das frühere Ellipsoid von Friedrich Robert Helmert (1906) ist in beiden Werten merklich genauer.

### Internationales Ellipsoid (1967)
Das Hayford-Ellipsoid von 1924 und die zugehörige Schwereformel wurde 43 Jahre später bei der IUGG-Generalversammlung in Luzern durch das "internationale Ellipsoid 1967 (a = 6378 160 m) ersetzt. Zwar sind in diesem bereits die wichtigsten Ergebnisse der Satellitengeodäsie enthalten, es hatte jedoch keinen langen Bestand: 1979 wurde – in Abstimmung mit der Internationalen Astronomischen Union (IAU) – das neue "Geodätisches Referenzsystem 1980" (GRS 80) beschlossen, das bereits auf 1 Meter genau ist und etwa bis 2010 beibehalten wird, obwohl man inzwischen seine Daten auf wenige Zentimeter genau verbessern könnte.

## World Geodetic System (WGS)
Im engeren Sinn bedeutet WGS eine Reihe von weltweiten Bezugssystemen, die alle auf die Raumfahrt und ihren Impuls zu verstärkter internationalen Zusammenarbeit innerhalb der Naturwissenschaften zurückgehen.

### WGS-60
Diese „Weltsysteme“ begannen mit dem WGS-60 aus jener Zeit, wo die ersten Erfolge von geodätischen Satelliten eine 10-mal genauere Erdvermessung als vorher erlaubten. Bald jedoch wurde dieses Bezugssystem

### WGS-72
durch das WGS-72 ersetzt, auf dem die "Dopplernavigation" mit dem Transit-Satellitensystem NNSS beruht. Es arbeitete mit dem Doppler-Effekt und erlaubte, die Koordinatentransformation über alle Ozeane hinweg von etwa ±50 m auf Meter-Genauigkeit zu verbessern. Seine Werte für die Erdmasse und die Erdrotation sind bereits von sehr hoher Qualität.

### WGS-84
Im WGS-84-System musste die Ellipsoidachse nur mehr um 2 Meter auf a = 6378 137 m verändert werden (siehe auch GRS 80), doch wurden physikalische Parameter für ein genaueres "Erdmodell" – vor allem für ein detaillierteres Erdschwerefeld und für die GPS-Navigation – hinzugefügt.